# Karl Story
Karl Story (* 28. Oktober 1967) ist ein US-amerikanischer Comiczeichner.

## Leben und Arbeit
Story begann in den späten 1980er Jahren als hauptberuflicher Comiczeichner zu arbeiten. Er hat sich dabei darauf spezialisiert, die Arbeiten (in der Regel Bleistiftzeichnungen) anderer Künstler mit Tusche zu überarbeiten (zu „inken“). Zu Beginn der 1990er Jahre war Story einer der Mitbegründer der Gaijin Studios in Atlanta, einem Atelier, das sich auf die Ausbildung von Zeichnern und Inkern konzentriert.
Zu den Serien für die Story, der verheiratet ist und einen Sohn hat, im Laufe der vergangenen zwanzig Jahre als Inker tätig gewesen ist zählen unter anderen Nightwing, Batman, Ocean, Tom Strong, Terra Obscura, The American Way, Midnighter und X-Men. Hinzu kommen die Miniserien Star Trek: Debt of Honor, Aliens versus Predator, das Wildstorm Summer Special. Autoren, mit denen er dabei zusammengearbeitet hat, sind unter anderen Chuck Dixon, Alan Moore und Warren Ellis. Zu seinen künstlerischen Partnern zählt unter anderen Scott McDaniel.
| Personendaten    | Personendaten                   |
| ---------------- | ------------------------------- |
| NAME             | Story, Karl                     |
| KURZBESCHREIBUNG | US-amerikanischer Comiczeichner |
| GEBURTSDATUM     | 28. Oktober 1967                |